# Chiesa dei Santi Crisante e Daria
La chiesa dei Santi Crisante e Daria era una chiesa di Brescia, situata tra le due basiliche paleocristiane di piazza del Duomo e funzionante probabilmente come cappella di una di queste o come oratorio. Preservata durante la costruzione del Duomo vecchio, risulta già demolita nel 1410.

## Storia
La chiesa era anticamente collocata tra la basilica di San Pietro de Dom e la basilica di Santa Maria Maggiore de Dom, le primitive cattedrali paleocristiane di Brescia. La chiesa doveva essere di dimensioni ridotte e si trattava più probabilmente di una cappella o di un oratorio, annessa al portico di collegamento tra le due cattedrali e forse anche all'originale Palazzo Vescovile, che all'epoca sorgeva dietro San Pietro de Dom e quindi nelle immediate vicinanze della chiesetta.
L'edificio esisteva almeno dal 952 e vi risulta sepolto il vescovo Antonio II, morto nel 970. La chiesa è ancora ricordata in un documento del 1356, segno con non era stata demolita nell'XI secolo nel cantiere di costruzione del Duomo vecchio. La sua scomparsa è da anteporre al 1410, anno in cui il suo titolo viene trasferito a una cappella del battistero di San Giovanni.
Non è noto il motivo della demolizione, tra l'altro in un periodo in cui l'area delle cattedrali non era interessata da alcun intervento edilizio di rilievo. In quegli anni, però, la fascia a est delle due basiliche fu interessata da ingenti demolizioni per la costruzione delle mura della Cittadella Nuova promosse da Filippo Maria Visconti, che avevano inoltre distrutto la maggior parte del Palazzo Vescovile rendendo necessaria la sua ricostruzione dall'altra parte della strada creatasi. La demolizione della chiesa dei santi Crisante e Daria è quindi, probabilmente, da ricondursi a questo intervento: in tal caso, la chiesa doveva essere collocata sì tra le due cattedrali, ma un poco più verso est, in modo da rientrare nella fascia distrutta per la costruzione delle mura.